# Éditions Regnery
Regnery Publishing est une maison d'édition américaine fondée en 1947 et basée à Washington, DC. Elle est spécialisée dans la publication d'ouvrages conservateurs, caractérisés selon son site web comme « contraires à ceux du mainstream des éditeurs de New York ».

## Historique
La maison d'édition est fondée en 1947 à Chicago par Henry Regnery.
À partir de 1993, les Éditions Regnery deviennent une division du groupe Eagle Edition qui possède également le magazine hebdomadaire Human Events (en). Regnery Publishing est une filiale de Salem Media Group depuis 2014.
Regnery a été dirigée de 2003 à 2019 par Marjory Ross, qui avait précédemment servi comme vice-présidente sous la direction d'Al Regnery, fils du fondateur de l'entreprise. La maison d'édition est dirigée depuis le 1er janvier 2020 par Tom Spence.

## Quelques publications
Regnery a publié des livres par des auteurs tels que l'ancien président du Parti républicain Haley Barbour, Ann Coulter, l'ancien président de la Chambre américaine des représentants, Newt Gingrich, la chroniqueuse Michelle Malkin, le spécialiste du Jihad islamique  Robert Spencer, l'expert David Horowitz, et de Barbara Olson.